# بيرني ولف
بيرني ولف هو لاعب هوكي الجليد كندي، ولد في 18 ديسمبر 1951 في مونتريال في كندا.

## وصلات خارجية
- بيرني ولف على موقع دوري الهوكي الوطني (الإنجليزية)
- بيرني ولف على موقع EliteProspects.com (الإنجليزية)
- بيرني ولف على موقع HockeyDB.com (الإنجليزية)